# Kelduhæð
Kelduhæð är en kulle i republiken Island. Den ligger i regionen Västfjordarna, 200 km norr om huvudstaden Reykjavík. Toppen på Kelduhæð är 264 meter över havet.
Trakten runt Kelduhæð är nära nog obefolkad, med mindre än två invånare per kvadratkilometer. Det finns inga samhällen i närheten. Trakten runt Kelduhæð består i huvudsak av gräsmarker.